# Optio
L'optio (dal verbo latino optare) era un soldato dell'esercito romano con il ruolo di assistente del centurione. Erano uno per centuria, quindi due per manipolo. Era anche l'assistente (o comandante della retroguardia) di ciascun decurione di cavalleria. Faceva parte di quel ristretto gruppo di sottufficiali chiamati principales.

## Funzioni
Sembra che avesse anche la responsabilità di sostituire il centurione nel caso in cui esso fosse stato ucciso o, comunque, impossibilitato a operare, ovvero ne era la sua "opzione". È vero anche che l'optio aveva il ruolo determinante di tenere compatta, dalle retrovie (dove era solitamente posizionato), la centuria di competenza, controllandone allineamento evitando così arretramenti improvvisi o la rottura della formazione.
L'optio appare anche come una scelta comune per la promozione a posti vacanti di centurione, in questi casi poteva addirittura essere praticamente nominato come diremmo oggi in pectore con la formula optio ad spem ordinis di cui, tuttavia, non si conosce l'esatta valenza.
Il ruolo dell'optio è tutt'altro che certo e, mentre si suppone che esso fosse una sorta di centurione "dormiente" da questo chiamato anche l'aquila dormiente, vi è letteratura che indica chiaramente come il centurione lo adoperasse come ricognitore, sentinella o per sgravarsi vari di una quantità di compiti che avrebbe dovuto compiere lui stesso o il suo Beneficiarius se ne avesse avuto a disposizione. Tuttavia, l'optio non può essere considerato solo come "secondo" del centurione, il caso lo richiedesse poteva prendere incarichi di responsabilità come il signifer, bucinator a volte anche come aquilifer in caso di morte sul campo di battaglia come per il centurione.
L'optio è frequentemente raffigurato con un lungo bastone terminante con una sfera di materiale imprecisato simile alla lancia speculatoria o con il pilum. L'elemento assomigliante più ad uno corinzio che lo caratterizzava era la presenza di due grosse penne d'aquila ai lati dell'elmo sia che fosse provvisto o meno della cresta longitudinale. Dato che i centurioni erano facilmente identificabili dal nemico nello schieramento e, quindi, in battaglia morivano in percentuale maggiore, gli optiones assunsero un ruolo importante nell'organizzazione della centuria ed erano posti dietro lo schieramento per mantenere l'ordine tra le truppe. La loro paga era il doppio di quella di un normale legionario 1800 sesterzi annui nel 41 d.C.(una pagnotta all'epoca costava mezzo sesterzio). Inoltre, erano gli uomini che potevano più facilmente ottenere una promozione dopo la morte del centurione.
Con lo stesso termine di optio si identificava anche nell'ambito del Genio militare, l'assistente del magister, a cui era affidato il compito di dirigere i laboratori/fabricae dove erano prodotte le armi o i mattoni delle legioni (tegulae), per la costruzione delle fortezze legionarie.